# Будище (Рославльский район)
Будище — деревня в Рославльском районе Смоленской области России. Входит в состав Грязенятского сельского поселения. Население — 21 житель (2007 год). 
Расположена в южной части области в 13 км к югу от Рославля, в 12 км южнее автодороги А101 Москва — Варшава («Старая Польская» или «Варшавка»), на берегу реки Аксинка. В 8 км северо-западнее деревни расположена железнодорожная станция Самолюбовка на линии Рославль — Кричев. 

## История
В годы Великой Отечественной войны деревня была оккупирована гитлеровскими войсками в августе 1941 года, освобождена в сентябре 1943 года.